# 夏目慎也
夏目 慎也（なつめ しんや、1975年1月27日 -）は、日本の俳優。Krei所属。

## 出演作品

### テレビドラマ
- SP - 郷田
- 深夜食堂 - スナックの客
- 日本人の知らない日本語 - 鷹栖の競馬仲間
- LIAR GAME Season 2 - とある学生
- カクセイ 恐怖に目覚める6つのストーリー
- たぶらかし-代行女優業・マキ- - 島田
- まほろ駅前番外地 - 滑川

### 映画
- はやぶさ/HAYABUSA（2011年） - 運用スタッフ
- 東京ノワール（2018年8月4日） - 海田刑事役[3][4]

### 舞台
- あまい洋々プチ Found footage vol.1『赤松パーキングエリアにて』（2024年8月30日 - 9月1日、新宿眼科画廊 スペース地下）[5]